# Aberratio ictus
Aberratio ictus är en juridisk straffrättslig term. Den hör till kategorin villfarelser, och är en så kallad faktisk villfarelse (till skillnad från rättsvillfarelser, som inte skall behandlas här). 
Den beskriver en situation då en gärningsman vill angripa en person A men av misstag istället skadar personen B. 
Skadan drabbar alltså någon annan än den som gärningsmannen avsett och "siktat på". Uppfattningarna hur saken skall bedömas går isär mellan två huvudlösningar; ekvivalens- eller likhetsprincipen, där uppsåtet "överförs" till det faktiska offret, och specialitetsprincipen, där uppsåtet ses som förenat med det tilltänkta offret och övriga måste bedömas som separata brott. I detta fall döms då för ett försöksbrott och ett vårdslöst fullbordat brott, enligt straffrättens teori.  
När det gäller till exempel misshandel i form av ett slag anser Per Ole Träskman, professor vid Lunds universitet, att uppsåtet att slå A även bör omfatta slaget mot B i en domstolsbedömning. Flera domskäl, inklusive ett fall i hovrätten, pekar dock på motsatsen.
- Åtal för misshandel - bestående i att A kastat en ölburk som träffat B i huvudet - har ogillats på grund av att A, som avsett att träffa en annan person, befunnits ha saknat uppsåt att misshandla B av Svea hovrätt i B7717-00.[1]

Den tilltalade friades alltså från ansvar för misshandel eftersom uppsåt krävs för detta brott, vilket brott var det som åklagaren hade yrkat ansvar för. Om hovrätten hade gått på Träskmans linje skulle den tilltalade ha dömts för misshandel. Om åklagaren hade yrkat ansvar (även) för försök till misshandel (på A, slaget som missade) samt vållande till kroppsskada (på B, som tog emot slaget) på grund av vårdslöst agerande av gärningsmannen, så skulle domstolen enligt domskälet ha dömt för det. Eftersom dessa brott dock inte omfattades av åklagarens gärningsbeskrivning kunde domstolen inte pröva dem enligt vissa grundläggande straffprocessrättsliga principer, som att domstolen inte kan döma för annat än vad som omfattas av åklagarens gärningsbeskrivning. Problem skapas även av att vissa försöksbrott, som försök till vållande av kroppsskada, försök till vållande till annans död och försök till ringa misshandel, inte är straffbelagda. Av åtminstone teoretiskt förståeliga skäl är detta aldrig fallet för icke uppsåtliga brott. 
Ett annat, mer drastiskt exempel på aberratio ictus är att gärningsmannen har uppsåt att skjuta ihjäl A, men missar och skjuter i stället ihjäl B. Ett sådant fall bedöms enligt doktrinen på olika sätt. Den första uppfattningen är att gärningsmannen skall dömas för försök till mord (på A) och (troligen) vållande till annans död (B). Den andra tolkningen (som P.O. Träskman synes förespråka) är att gärningsmannen skall dömas för endast ett brott, nämligen mord. Gärningsmannen har haft uppsåt att döda och det har han också gjort (se Dahlström m.fl., Brott & påföljder, 2:a uppl., sid. 23). Detta var kärnan i fallet Giuseppe Zangara, som försökt lönnmörda Franklin D. Roosevelt i Miami, 17 dagar före dennes tillträde som president, men missat och träffat Chicagos borgmästare Anton Cermak, som sedermera avled. Domstolen i Florida kom slutligen fram till att likhetsprincipen gällde, d.v.s. att mord förelåg, och dömde därmed Zangara till döden. Alternativet hade varit att döma Zangara för mordförsök (på Roosevelt) och motsvarande vållande till annans död (vanligtvis involuntary manslaughter, ungefär "ofrivilligt dråp" i direktöversättning). I detta fall hade en dödsdom sannolikt aldrig utdömts. I anglosaxisk rätt regleras detta genom doktrinen transferred intent, som innebär att uppsåt kan överföras i vissa fall, som när gärningsmannen haft uppsåt att döda. Det gäller även i vissa fall vid gemensamma brott, den s.k. common purpose-doktrinen. 
Skäl för och emot specialitetsmodellen har framlagts, där vissa menar att uppsåtets centrala roll i straffrätten inte går att rucka på, och att ett scenario där en annan person eller föremål drabbats i realiteten måste ses som ett oaktsamhetsbrott, med ett möjligt försöksbrott mot det tilltänkta offret. I mycket allvarliga fall är exempelvis mordförsök belagt med samma straff, som livstids fängelse, som det fullbordade brottet, även om det sällan utdöms. Som regel bör vid oklarhet dömas för det lindrigare brottet, jmfr legalitetsprincipen, vilket skulle kunna översättas till försöks- samt oaktsamhetsbrottet. För ekvivalensprincipen talar att uppsåtet i straffrättslig bemärkelse finns och från rättsstatens sida inte måste faktiskt ha drabbat den avsedda personen, och att gärningen även om den inte uppnått det avsedda syftet ändå är lika förkastlig. Dessutom uppkommer problem i ett fall av anstiftan där en uppdragsgivare beställt ett brott, och detta utförts mot "fel" person. I detta fall är det nästan omöjligt eller irrationellt att särskilja ett fall där den som utför brottet råkar missta sig mot ett som utförts enligt planen. Antagandet att uppdragsgivarens skuld ska hänga på att brottet faktiskt träffar "rätt" måltavla skulle förefalla som både märkligt och stötande. Detta innebär dock inte att utföraren måste bedömas likadant eller dömas för mord då anstiftan, exempelvis till mord, är en egen konstruktion; man kan tänka sig ett fall där anstiftaren får den faktiske utföraren att utföra mord utan uppsåt, genom att byta ut mediciner e dyl, eller använder en utförare som pga ålder, mentalsjukdom eller vacklande hälsa inte kan dömas (jmfr Knutbyfallet). I sådana fall "släcker" inte utförarens avsaknad av uppsåt eller straffmyndighet möjligheten att döma anstiftaren för brott. Generellt tycks doktrinen tala för ekvivalensprincipen, även om praxis är delad. 
Aberratio ictus måste skiljas från fallet error in persona och error in obiecto. Denna situation föreligger exempelvis då gärningsmannen ser person A (eller föremål A) men tror att denne är person B, och därför attackerar A. I denna situation gäller vanligtvis att gärningsmannen utan vidare anses ha uppsåt till misshandel eller mord (eller vad brottet nu gäller) mot A eftersom uppsåtet och handlingen är förenade. Att denne haft en felaktig uppfattning om A:s identitet, eller om skälen till varför denne vill misshandla A, som en tidigare oförrätt, påverkar sällan om uppsåt föreligger (se dock putativt nödvärn, om gärningsmannen känt ett välgrundat hot från A eller, i detta exempel, B).